# 5923 Liedeke
5923 Liedeke è un asteroide della fascia principale. Scoperto nel 1992, presenta un'orbita caratterizzata da un semiasse maggiore pari a 2,8542100 UA e da un'eccentricità di 0,0130238, inclinata di 3,26823° rispetto all'eclittica.
L'asteroide è dedicato alla moglie dell'astronomo Tom Gehrels, Liedeke Gehrels-de Stoppelaar.